# Temnothorax lixia
Temnothorax lixia (лат.) — вид мелких муравьёв рода Temnothorax из подсемейства мирмицины (Formicidae). Встречается в Китае.

## Этимология
Видовое название T. lixia происходит от слова «Lixia» (立夏, «лися», начало лета), обозначающего один из 24 сроков (знаков зодиака) традиционного Китайского солнечного календаря (знак Тельца, с 6 мая).

## Распространение
Китай: провинция Сычуань.

## Описание
Мелкие муравьи (около 3 мм), основная окраска тела чёрная. Новый вид сходен с T. chun, но отличается тем, что у нового вида проподеальные шипы прямые при виде сбоку, узел петиоля явно несимметричный с переднедорсальным углом тупо отогнутым и более высоким, чем заднедорсальный угол, дорсум головы густо продольно морщинистый, бока переднеспинки сетчатые; у T. chun проподеальные шипы слабо загнуты назад при виде сбоку, узел петиоля почти симметричен с переднедорсальным углом узко закруглённым и таким же высоким, как заднедорсальный угол, дорсум головы слабо продольно морщинистый, а бока переднеспинки крупно продольно морщинистые. Новый вид также сходен с T. dong, но отличается тем, что у нового вида проподеальные шипы короче половины длины наклонной поверхности при боковом виде, узел петиоля относительно толстый с покатым дорсумом, бока мезосомы крупно сетчатые; у T. dong проподеальные шипы длиннее половины длины наклонной поверхности при боковом виде, узел петиоля относительно тонкий без явного дорса, бока мезосомы густо пунктированы. Заднегрудь угловатая, с проподеальными шипиками. Грудь и голова сверху с морщинками, профиль ровный, без промезонотального и метанотального шва. Брюшко гладкое и блестящее. Усики 12-члениковые. Вид был впервые описан в 2024 году китайскими мирмекологами Yu-Han Qian и Zheng-Hui Xu (Southwest Forestry University, Куньмин, Юньнань) по типовым материалам из Китая.

### Комментарии
1. ↑  В западном календаре это соответствует второй половине зодиакального знака Тельца (с 6 мая), а в переводе означает «начало лета». Первой половине соответствует gǔyǔ и назван вид Temnothorax guyu.